# 101. výsadková divize
101. výsadková divize – „Screaming Eagles“ („Křičící orlové“), je americká vojenská modulární pěší divize Armády Spojených států cvičená pro letecké útočné mise (operace) skládající se z 501., 502. a 506. pěšího pluku. Je bojově nejvytíženější jednotkou americké armády.
Během 2. světové války proslula akcemi během bitvy o Normandii a bitvy v Ardenách (viz Obléhání Bastogne). Během Vietnamské války byla 101. výsadková divize změněna na mobilní leteckou divizi, později leteckou útočnou divizi. Z historických důvodů se udržela identifikační karta „Airborne“, přesto že už neprovádí výsadkové operace na divizní úrovni. Mnoho moderních členů ze 101. absolvovalo U.S. vojenskou leteckou útočnou školu (U.S. Army Air Assault School) a nosí útočný letecký odznak (Air Assault Badge), ale není to podmínkou pro zařazení do divize. Velitelství divize je v Fort Campbell v Kentucky a slouží v Iráku a Afghánistánu. Je to jediná U.S. vojenská divize se dvěma leteckými brigádami. Je to jedna z nejvíce vyznamenávaných divizí americké armády.
Jednotka byla aktivní v letech 10. září 1921 – 15. srpna 1942, 1942 – 30. listopadu 1945, 1948 – 1950 a 1954 – současnost.

## Historie

### 2. světová válka
Divize byla založena 16. srpna 1942 v Camp Claiborne v Louisianě. 19. září 1942 její první velitel, generálmajor William C. Lee, slíbil nováčkům „101st nemá žádnou historii, ale stane se osudovou“.